# Beatus de San Millán
No confondre'l amb el Beatus Emilianense
El Beatus de San Millán és un manuscrit il·luminat que conté el comentari a l'Apocalipsi de Beat de Liébana. Fou produït segurament en dues fases i en dos llocs diferents, la segona segurament a San Millán de la Cogolla, d'on pren el nom. Es conserva a la Real Academia de la Historia de Madrid amb la signatura Cod. Emil. 33

## Història
Es considera que el Beatus de San Millán fou produït en dues èpoques diferents, una part més antiga que dataria del darrer quart del segle x (fins al foli 228) i l'acabament en el primer quart del segle xii (escriptura dels folis restants i il·luminació). En la primera part, el pergamí és de qualitat més baixa, reflectint uns temps difícils per al monestir (que fins i tot fou destruït en una ocasió per Almansor).
Com altres manuscrits de San Millán, va arribar a la Real Academia de la Historia amb les desamortitzacions.
El 2015 va ser inscrit en el Programa Memòria del Món de la UNESCO.

## Descripció
El còdex consta de 282 folis de pergamí, escrits en lletra visigòtica a dues columnes de 34-35 línies. En alguns folis es van deixar espais per a miniatures que no es van arribar a fer. Conté 49 miniatures; dues d'elles a foli complet; només una és a la segona part. En les miniatures s'hi observen dos estils diferents: fins al foli 92 són d'estil més arcaic i a partir d'aquest mostren influència de l'estil romànic.
El text conté, a més del comentari de Beat, el pròleg a l'Apocalipsi de sant Jeroni, el seu comentari al Llibre de Daniel i extrets de les Etimologies d'Isidor de Sevilla.

## Galeria

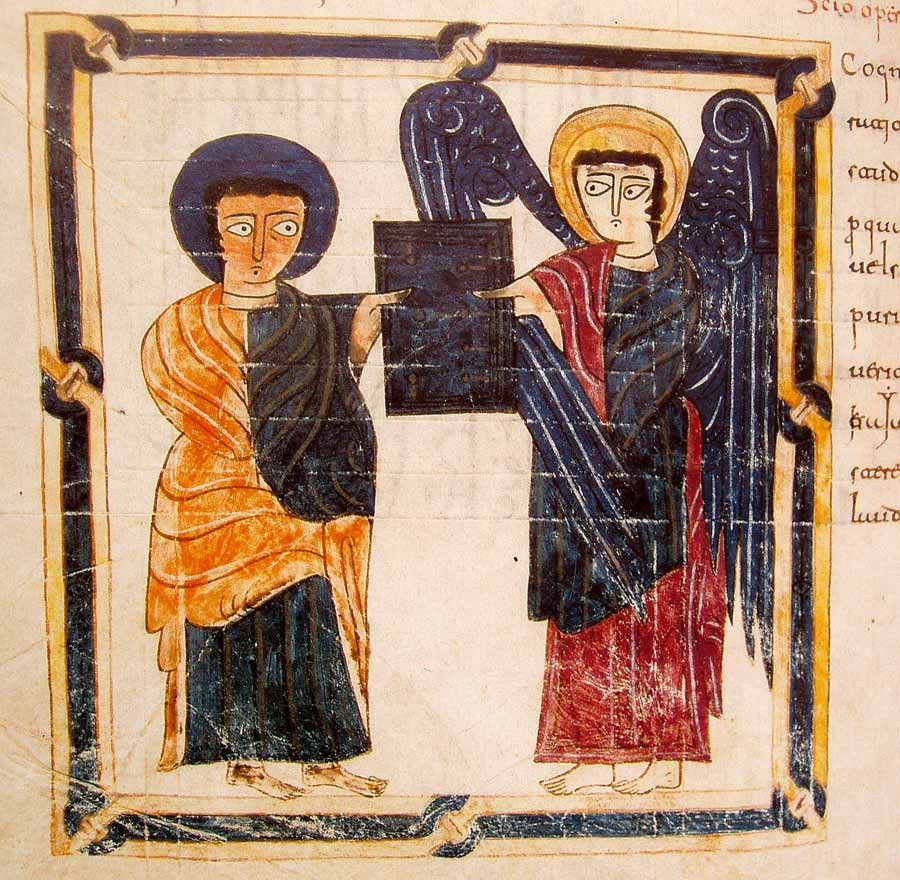
Foli 53v
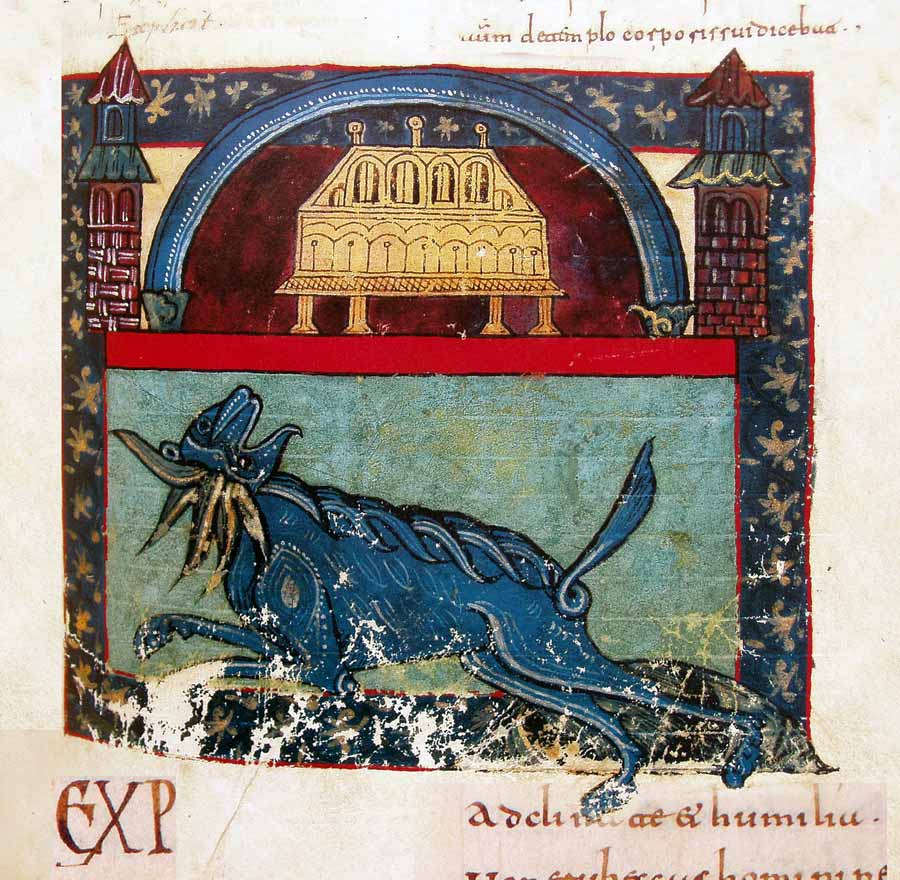
Foli 158r
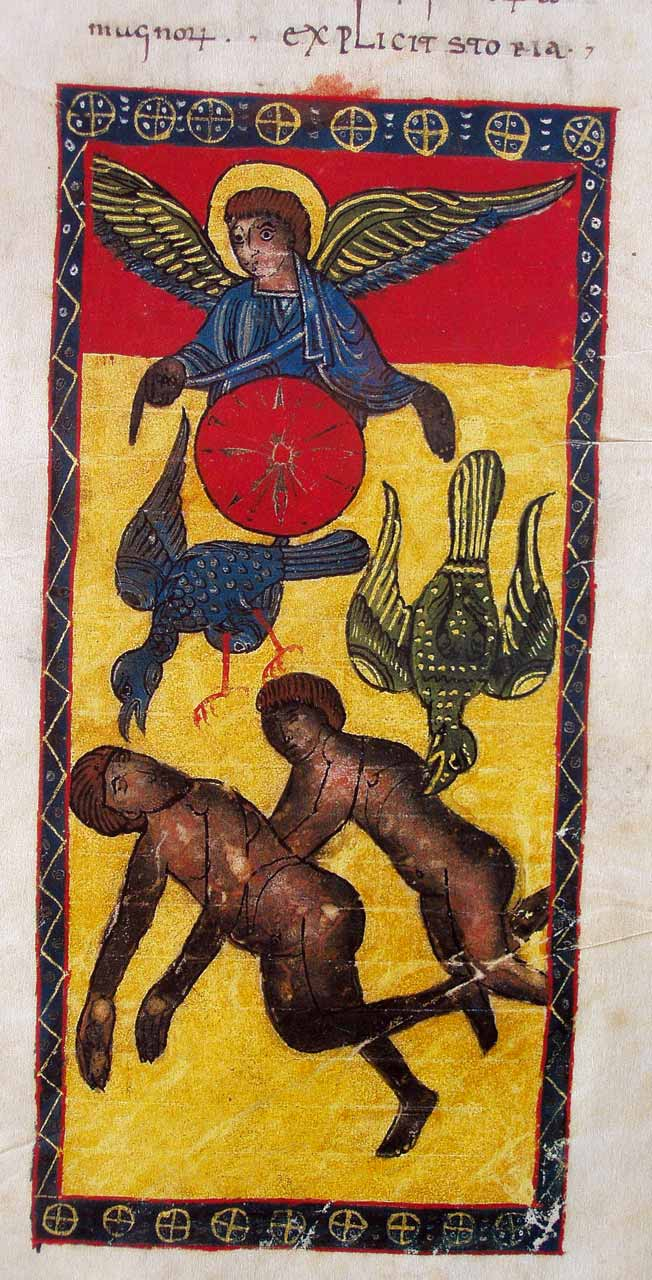
Foli 211r
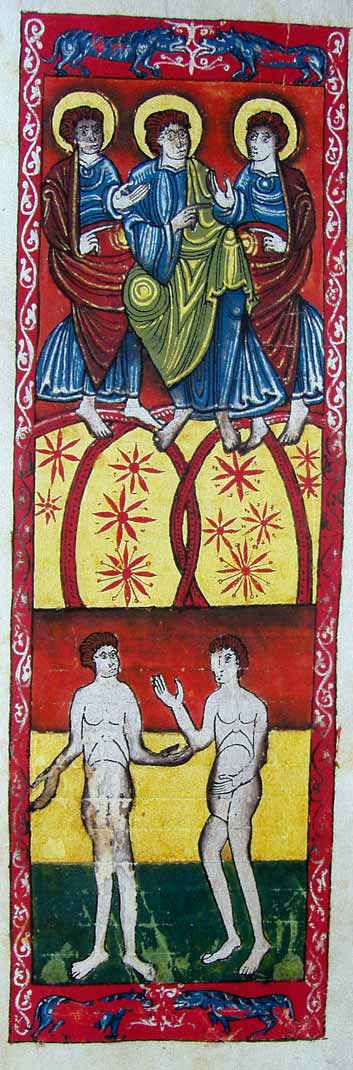
Foli 215r